# Tanore
Tanore (en bengali : তানোর) est une upazila du Bangladesh dans le district de Rajshahi. En 2001, on y dénombrait 173 495 habitants.